# 绿瓣景天
绿瓣景天（学名：Sedum prasinopetalum）为景天科景天属的植物，为中国的特有植物。分布在中国大陆的青海、四川等地，生长于海拔4,300米至4,500米的地区，一般生于高山草地或岩石上，目前尚未由人工引种栽培。